# 인지과학자 목록
다음은 인지 과학 분야의 저명한 연구원 목록이다.

## 컴퓨터 과학
- 데미스 허사비스
- 제프리 힌턴
- 더글러스 호프스태터
- 마이클 어윈 조던
- 마빈 민스키
- 앨런 뉴얼
- 앤드류 응
- 시모어 페퍼트
- 로저 섕크
- 허버트 사이먼
- 앨런 튜링

## 언어학
- 노엄 촘스키
- 라일라 글라이트만
- 레이 제켄도프
- 조지 레이코프
- 스티븐 핑커

## 신경과학
- 프랜시스 크릭
- 안토니오 다마지오
- 존 에클스
- 제럴드 에덜먼
- 하워드 아이헨바움
- 노먼 게슈윈드
- 도널드 올딩 헤브
- 에릭 캔들
- 데이비드 마아
- 에드바르 모세르
- 마이브리트 모세르
- 존 오키프
- V. S. 라마찬드란

## 철학
- 네드 블록
- 프란츠 브렌타노
- 타일러 버지
- 데이비드 차머스
- 퍼트리샤 처칠랜드
- 폴 처칠랜드
- 앤디 클라크
- 대니얼 데닛
- 휴버트 드레이퍼스
- 제리 포더
- 앨빈 골드먼
- 마르틴 하이데거
- 데이비드 흄
- 에드문트 후설
- 솔 크립키
- 모리스 메를로퐁티
- 토마스 네이글
- 장 피아제
- 칼 포퍼
- 존 설
- 스티븐 스티치
- 에른스트 폰 글라저스펠트

## 심리학
- 데이비드 오스벨
- 프레더릭 바틀릿
- 에런 벡
- 니콜라이 베른시테인
- 제롬 브루너
- 헤르만 에빙하우스
- 앨버트 엘리스
- 레온 페스팅거
- 하워드 가드너
- 대니얼 카너먼
- 조지 켈리 (심리학자)
- 쿠르트 코프카
- 볼프강 쾰러
- 엘리자베스 로프터스
- 제프리 밀러
- 조지 아미티지 밀러
- 율릭 나이서
- 장 피아제
- 스티븐 핑커
- 엘리노어 로쉬
- 로버트 스턴버그
- 에드워드 톨먼
- 마이클 토마셀로
- 엔델 툴빙
- 레프 비고츠키
- 막스 베르트하이머
- 데이비드 웩슬러

## 기타 분류
- 프레더릭 바틀릿
- 유발 노아 하라리
- 프리드리히 하이에크
- 조지 레이코프
- 알렉산더 루리아
- 움베르토 마투라나
- 앤드루 콜린 렌프루
- 프란시스코 바렐라

## 같이 보기
- 인지심리학자 목록
- 컴퓨터 과학자 목록
- 장 니코드 상
- 철학자 목록